# Eretmapodites grahami
Eretmapodites grahami är en tvåvingeart som beskrevs av Edwards 1911. Eretmapodites grahami ingår i släktet Eretmapodites och familjen stickmyggor. Inga underarter finns listade i Catalogue of Life.